# Liste der Träger des Bayerischen Verdienstordens/N

## N
1. Isabella Nadolny (1917–2004), Schriftstellerin (verliehen im Jahre 1994)
2. Siegfried Naser (* 1951), Landrat a. D., ehem. Präsident des Sparkassenverbandes Bayern (verliehen am 12. Juli 2004)
3. Kent Nagano (* 1951), Generalmusikdirektor der Bayerischen Staatsoper und des Symphonieorchesters Montreal (verliehen am 3. Juli 2013)
4. Elisabeth Nägelsbach (1894–1984), Engagiert für Arbeiterinnen im Evangelischen Mitglied des Bayerischen Landtags von 1954 bis 1966 (verliehen 1964).
5. Wilhelm Nagengast (1892–1970), Mitglied des Bayerischen Landtags von 1946 bis 1962 und Bürgermeister von Schlaifhausen, jetzt Ortsteil von Wiesenthau (verliehen am 15. Dezember 1959)
6. Abba Naor (* 1928), Holocaust-Überlebender und Vizepräsident des Comité International de Dachau (verliehen am 27. Juni 2018)
7. Johannes Nar (1890–1964), Katholischer Geistlicher, Caritasdirektor (verliehen am 15. Dezember 1959)
8. Ludwig Narziß (1925–2022), em. Ordinarius für Technologie der Brauerei an der Technischen Universität München (verliehen am 22. Juli 2019)
9. Gottfried O. H. Naumann (1935–2021), Ordinarius für Ophthalmologie und Vorstand der Augenklinik mit Poliklinik der Friedrich-Alexander-Universität Erlangen-Nürnberg (verliehen am 20. Juni 2001)
10. Herbert Neder (1939–2015), ehem. Landrat des Landkreises Bad Kissingen (verliehen am 17. Juli 2003)
11. Gabriele Nelkenstock, Gründerin und Vorsitzende des Vereins Hilfe im Kampf gegen den Krebs e.V. (verliehen am 20. Juli 2011)
12. Miroslav Nemec (* 1954), Schauspieler und Musiker (verliehen am 20. Juli 2011)
13. Paul Nerreter (1905–1981), Staatssekretär (verliehen am 15. Dezember 1959)
14. Ulrich Netzer (* 1955), Politiker (CSU), Oberbürgermeister der Stadt Kempten (verliehen am 27. Juni 2018)
15. Christine Neubauer (* 1962), Schauspielerin (verliehen 2007)
16. Franz Neubauer (1930–2015), Politiker (verliehen 1978)
17. Ilse Neubauer (* 1942), Schauspielerin (verliehen am 5. Juli 2023)
18. Marlene Neubauer-Woerner (1918–2010), Bildhauerin (verliehen am 28. Juni 1984)
19. Manuel Neuer (* 1986), Fußballtorwart
20. Hugo Neugebauer (* 1949), Präsident der Handwerkskammer für Unterfranken, Metzgermeister (verliehen am 13. Juli 2016)
21. Peter Neuhauser, Diözesan-Caritasdirektor der Erzdiözese München und Freising (verliehen am 10. Oktober 2012)
22. Johannes Neuhäusler (1888–1973), Weihbischof, kirchlicher Widerstandskämpfer im Dritten Reich (verliehen 1953)
23. Siegfried Neuland (auch Fritz Neuland; 1889–1969), Rechtsanwalt und Mitglied des Bayerischen Senats von 1952 bis 1963 (verliehen am 15. Dezember 1959)
24. Helga Neun, Hauswirtschaftsmeisterin, Stadträtin (verliehen am 20. Juni 2001)
25. Magdalena Neuner (* 1987), Biathletin (verliehen am 14. Oktober 2015)
26. Walter Neupert (1939–2019), Ordinarius am Adolf-Butenandt-Institut für Physiologische Chemie, Molekularbiologie, Stoffwechselbiochemie und Zellbiologie der Ludwig-Maximilians-Universität München (verliehen am 17. Juli 2003)
27. Christian Neureuther (* 1949), ehem. Skirennläufer und Kuratoriumsmitglied der Deutschen Kinderrheuma-Stiftung (verliehen am 14. März 2022)
28. Heinz Neusinger, Präsident des Oberlandesgerichts Nürnberg (verliehen am 20. Juni 2001)
29. Dagmar Nick (* 1926), Dichterin und Schriftstellerin (verliehen 2006)
30. Heinrich Nicolaus (1892–1966), Papierfabrikant, Mitterndorf bei Dachau (verliehen am 15. Dezember 1959)
31. Heinrich Christian Ludwig Nicolaus, Fabrikant, Dr., Günzbach/Schwaben (verliehen am 15. Dezember 1959)
32. Julian Nida-Rümelin (* 1974), Politikwissenschaftler (verliehen am 22. Juli 2019)
33. Angelika Niebler (* 1963), Mitglied des Europäischen Parlaments (verliehen am 20. Juli 2011)
34. Engelbert Niebler (1921–2006), Richter des Bundesverfassungsgerichts a. D.
35. Sebastian Niederleitner, Gartenverwalter Schlosspark Nymphenburg (verliehen am 28. November 1957)
36. Josef Niedermayer (1926–2016), ehemaliges MdL
37. Franz Niegel (1926–2017), Pfarrer, Unterstützer der Volksmusik (verliehen am 20. Juli 2011)
38. Merith Niehuss (* 1954), Präsidentin der Universität der Bundeswehr München (verliehen am 13. Juli 2016)
39. Nicosia Nieß, Vorsitzende des Landesverbandes Bayern „Hilfe für das autistische Kind e.V.“ (verliehen am 17. Juli 2003)
40. Ludwig Niggl (1875–1971), Grünlandwissenschaftler, Landesökonomierat (verliehen am 15. Dezember 1959)
41. Thomas Niggl, OSB (1922–2011), Benediktinerabt des Klosters Weltenburg (verliehen am 20. Juni 1985)
42. Ingeborg Nimz († 7. Oktober 2009), 1. Vorsitzende des Vereins „Haus International Kempten e. V.“ (verliehen am 9. Juli 2009)
43. Gerhardt Nissen (1923–2014), em. Ordinarius für Kinder- und Jugendpsychiatrie an der Julius-Maximilians-Universität Würzburg (verliehen am 17. Juli 2003)
44. Georg Nöbeling (1907–2008), em. Ordinarius für Mathematik an der Friedrich-Alexander-Universität Erlangen-Nürnberg (verliehen 1965)
45. Friedrich Noell (1881–1967), Ingenieur und geschäftsführender Gesellschafter der Noell GmbH (verliehen am 15. Dezember 1959)
46. Petra Nölkel, (verliehen am 5. Juli 2023)
47. Antonie Nopitsch (1901–1975), Geschäftsführerin des Deutschen Müttergenesungswerkes (verliehen am 15. Dezember 1959)
48. Asha Noppeney, Schriftstellerin (verliehen am 8. Juli 2021)
49. Jonathan Nott (* 1962), Chefdirigent der Bamberger Symphoniker (verliehen am 20. Juli 2011)
50. Andreea Nowak, (verliehen am 22. Juli 2019)
51. Manfred Nüssel (* 1948), Präsident des Bezirksverbandes Oberfranken des Genossenschaftsverbandes Bayern, Präsident des Deutschen Raiffeisenverbandes e. V. (verliehen 2007)
52. Walter Nussel (* 1965), Politiker (CSU), Unternehmer, Mitglied im bayerischen Landtag (verliehen am 8. Juli 2021)
53. Dieter Nüssing (* 1949), ehemaliger Fußballspieler (verliehen am 8. Juli 2021)